# Elena Ilinykh
Elena Ruslanovna Ilinykh (em russo:  Еле́на Русла́новна Ильины́х; Aktau, Cazaquistão, 25 de abril de 1994) é uma patinadora artística russa. Ilinykh compete na dança no gelo. Ela conquistou com Nikita Katsalapov duas medalhas nos Jogos Olímpicos de Inverno de 2014, uma de ouro por equipes, e uma de bronze na dança no gelo, e três medalhas em campeonatos europeus (duas pratas e um bronze).
Em abril de 2014, Ilinykh e Katsalapov anunciaram o fim da parceria. Ainda em abril, Ilinykh anunciou seu novo parceiro, Ruslan Zhiganshin.

## Principais resultados

### Com Anton Shibnev
| Resultados                                      | Resultados    | Resultados    | Resultados    | Resultados    | Resultados    | Resultados    | Resultados    | Resultados    | Resultados    | Resultados    | Resultados    | Resultados    |
| Internacional                                   | Internacional | Internacional | Internacional | Internacional | Internacional | Internacional | Internacional | Internacional | Internacional | Internacional | Internacional | Internacional |
| Evento/Temporada                                | 2017– 2018    |               |               |               |               |               |               |               |               |               |               |               |
| ----------------------------------------------- | ------------- | ------------- | ------------- | ------------- | ------------- | ------------- | ------------- | ------------- | ------------- | ------------- | ------------- | ------------- |
| CS Tallinn Trophy                               | WD            |               |               |               |               |               |               |               |               |               |               |               |
|                                                 |               |               |               |               |               |               |               |               |               |               |               |               |
| Legenda: CS = Challenger Series; WD = Abandonou |               |               |               |               |               |               |               |               |               |               |               |               |

### Com Ruslan Zhiganshin
| Resultados | Resultados       | Resultados        | Resultados      | Resultados    | Resultados    | Resultados    | Resultados    | Resultados    | Resultados    | Resultados    | Resultados    | Resultados    |
| Internacional | Internacional    | Internacional     | Internacional   | Internacional | Internacional | Internacional | Internacional | Internacional | Internacional | Internacional | Internacional | Internacional |
| Evento/Temporada | 2014– 2015       | 2015– 2016        | 2016– 2017      |               |               |               |               |               |               |               |               |               |
| --- | ---------------- | ----------------- | --------------- | ------------- | ------------- | ------------- | ------------- | ------------- | ------------- | ------------- | ------------- | ------------- |
| Campeonato Mundial | 7.ª              |                   |                 |               |               |               |               |               |               |               |               |               |
| Campeonato Europeu | 4.ª              |                   |                 |               |               |               |               |               |               |               |               |               |
| GP Grand Prix Final | 6.ª              |                   |                 |               |               |               |               |               |               |               |               |               |
| GP Cup of China | 4.ª              | Medalha de bronze |                 |               |               |               |               |               |               |               |               |               |
| GP Rostelecom Cup | Medalha de prata | 5.ª               |                 |               |               |               |               |               |               |               |               |               |
| GP Skate America |                  |                   | 5.ª             |               |               |               |               |               |               |               |               |               |
| GP Trophée de France |                  |                   | 4.ª             |               |               |               |               |               |               |               |               |               |
| CS Mordovian Ornament |                  | Medalha de ouro   |                 |               |               |               |               |               |               |               |               |               |
| CS Tallinn Trophy |                  |                   | Medalha de ouro |               |               |               |               |               |               |               |               |               |
| Nacional |                  |                   |                 |               |               |               |               |               |               |               |               |               |
| Campeonato Russo | Medalha de ouro  |                   | 4.ª             |               |               |               |               |               |               |               |               |               |
| Equipes |                  |                   |                 |               |               |               |               |               |               |               |               |               |
| Troféu Mundial por Equipes | 2T/4P            |                   |                 |               |               |               |               |               |               |               |               |               |
| |                  |                   |                 |               |               |               |               |               |               |               |               |               |
| Legenda: GP = Grand Prix; CS = Challenger Series; Competição não foi disputada nesta temporada; Competição não fez parte do GP/CS |                  |                   |                 |               |               |               |               |               |               |               |               |               |

### Com Nikita Katsalapov
| Resultados | Resultados    | Resultados       | Resultados        | Resultados        | Resultados       | Resultados        | Resultados    | Resultados    | Resultados    | Resultados    | Resultados    | Resultados    |
| Internacional | Internacional | Internacional    | Internacional     | Internacional     | Internacional    | Internacional     | Internacional | Internacional | Internacional | Internacional | Internacional | Internacional |
| Evento/Temporada | 2008– 2009    | 2009– 2010       | 2010– 2011        | 2011– 2012        | 2012– 2013       | 2013– 2014        |               |               |               |               |               |               |
| --- | ------------- | ---------------- | ----------------- | ----------------- | ---------------- | ----------------- | ------------- | ------------- | ------------- | ------------- | ------------- | ------------- |
| Jogos Olímpicos |               |                  |                   |                   |                  | Medalha de bronze |               |               |               |               |               |               |
| Campeonato Mundial |               |                  | 7.ª               | 5.ª               | 9.ª              | 4.ª               |               |               |               |               |               |               |
| Campeonato Europeu |               |                  | 4.ª               | Medalha de bronze | Medalha de prata | Medalha de prata  |               |               |               |               |               |               |
| GP Grand Prix Final |               |                  |                   |                   | 6.ª              |                   |               |               |               |               |               |               |
| GP NHK Trophy |               |                  | 4.ª               | Medalha de bronze | Medalha de prata | 4.ª               |               |               |               |               |               |               |
| GP Rostelecom Cup |               |                  | Medalha de bronze |                   | Medalha de prata |                   |               |               |               |               |               |               |
| GP Trophée Éric Bompard |               |                  |                   | 4.ª               |                  | Medalha de prata  |               |               |               |               |               |               |
| Crystal Skate of Romania |               |                  |                   |                   | Medalha de ouro  |                   |               |               |               |               |               |               |
| Internacional – Júnior |               |                  |                   |                   |                  |                   |               |               |               |               |               |               |
| Campeonato Mundial Júnior |               | Medalha de ouro  |                   |                   |                  |                   |               |               |               |               |               |               |
| JGP Grand Prix Júnior Final |               | Medalha de prata |                   |                   |                  |                   |               |               |               |               |               |               |
| JGP JGP Hungria |               | Medalha de ouro  |                   |                   |                  |                   |               |               |               |               |               |               |
| JGP JGP Polônia |               | Medalha de ouro  |                   |                   |                  |                   |               |               |               |               |               |               |
| Nacional |               |                  |                   |                   |                  |                   |               |               |               |               |               |               |
| Campeonato Russo |               |                  | Medalha de bronze | Medalha de prata  | Medalha de prata | Medalha de prata  |               |               |               |               |               |               |
| Campeonato Russo – Júnior | 4.ª           | Medalha de prata |                   |                   |                  |                   |               |               |               |               |               |               |
| Equipes |               |                  |                   |                   |                  |                   |               |               |               |               |               |               |
| Jogos Olímpicos |               |                  |                   |                   |                  | 1T/1P             |               |               |               |               |               |               |
| Troféu Mundial por Equipes |               |                  |                   | 5.ª 5T/5P         |                  |                   |               |               |               |               |               |               |
| |               |                  |                   |                   |                  |                   |               |               |               |               |               |               |
| Legenda: GP = Grand Prix; JGP = Grand Prix Júnior; WD = Abandonou; T = Posição da equipe; P = Posição individual; Competição não foi disputada nesta temporada |               |                  |                   |                   |                  |                   |               |               |               |               |               |               |